# Golenice (gmina)
Golenice – dawna gmina wiejska istniejąca w latach 1945–1954 i 1973–1976 w woj. szczecińskim, a następnie w woj. gorzowskim (dzisiejsze woj. zachodniopomorskie). Siedzibą władz gminy były Golenice.
Gmina Golenice powstała po II wojnie światowej na terenie tzw. Ziem Odzyskanych (tzw. III okręg administracyjny – Pomorze Zachodnie). 28 czerwca 1946 gmina – jako jednostka administracyjna powiatu myśliborskiego – weszła w skład nowo utworzonego woj. szczecińskiego.
Według stanu z 1 lipca 1952 gmina składała się z 8 gromad: Chłopowo, Golenice, Jezierzyce, Kierzków, Krusze, Kruszwin, Pniów i Rów. Gmina została zniesiona 29 września 1954 wraz z reformą wprowadzającą gromady w miejsce gmin.
Jednostkę reaktywowano 1 stycznia 1973 w tymże powiecie i województwie w składzie 8 sołectw: Golenice, Jezierzyce, Kierzków, Krusze, Kruszwin, Listomie, Rów i Zgoda (należące dawnoje do gminy Golenice sołectwa Chłopowo i Pniów weszły odpowiednio w skład gmin Różańsko i Myślibórz).
1 czerwca 1975 gmina weszła w skład nowo utworzonego woj. gorzowskiego. 15 stycznia 1976 roku gmina została zniesiona przez połączenie z dotychczasową gminą Myślibórz w nową gminę Myślibórz.